# Harbin Electric
Harbin Electric est une entreprise chinoise de fabrication d'équipements électriques industriels.